# Relais 4 × 100 mètres féminin aux championnats du monde d'athlétisme 1997
Navigation
Göteborg 1995 Séville 1999
L'épreuve du relais 4 × 100 mètres féminin des championnats du monde d'athlétisme 1997 s'est déroulée les 8 et 9 août 1997 au Stade olympique d'Athènes, en Grèce. Elle est remportée par l'équipe des États-Unis (Chryste Gaines, Marion Jones, Inger Miller et Gail Devers).

## Résultats

### Finale
| Rang               | Pays       | Athlètes                                                                   | Temps   | Notes |
| ------------------ | ---------- | -------------------------------------------------------------------------- | ------- | ----- |
| Médaille d'or      | États-Unis | Chryste Gaines Marion Jones Inger Miller Gail Devers                       | 41 s 47 | CR    |
| Médaille d'argent  | Jamaïque   | Beverly McDonald Merlene Frazer Juliet Cuthbert Beverly Grant              | 42 s 10 | SB    |
| Médaille de bronze | France     | Patricia Girard Christine Arron Delphine Combe Sylviane Félix              | 42 s 21 | NR    |
| 4                  | Allemagne  | Melanie Paschke Esther Möller Birgit Rockmeier Andrea Philipp              | 42 s 44 | SB    |
| 5                  | Russie     | Olga Povtaryova Galina Malchugina Marina Trandenkova Yekaterina Leshchova  | 42 s 50 | SB    |
| 6                  | Bahamas    | Eldece Clarke-Lewis Sevatheda Fynes Debbie Ferguson Pauline Davis-Thompson | 42 s 77 |       |
| 7                  | Nigeria    | Beatrice Utondu Endurance Ojokolo Angela Atede Falilat Ogunkoya            | 43 s 27 |       |
| 8                  | Chine      | Pei Fang Yan Jiankui Liu Xiaomei Li Xuemei                                 | 43 s 32 |       |

## Légende
Records et Performances
- AR : Record continental (area record)
- CR : Record des championnats (championship record)
- MR : Record du meeting (meet record)
- NR : Record national (national record)
- OR : Record olympique (olympic record)
- PR : Record paralympique (paralympic record)
- PB : Record personnel (personal best)
- SB : Meilleure performance personnelle de la saison (season's best)
- WL : Meilleure performance mondiale de l'année (world leader)
- WJR : Record du monde junior (world junior record)
- WR : Record du monde (world record)

Circonstances et Conditions
- DNF : N'a pas terminé (did not finish)
- DNS : N'a pas pris le départ (did not start)
- DQ : Disqualification (disqualification)
- NM : Aucun essai valable enregistré (No Mark)
- Q : Qualifié « directement » au prochain tour (ou à la prochaine compétition), lors d'une compétition majeure, grâce au classement ou à la réalisation des minima (automatic qualifier)
- q : Qualifié au prochain tour (ou à la prochaine compétition), lors d'une compétition majeure, grâce au repêchage ou à la réalisation de l'une des meilleures performances parmi celles des « non qualifiés directement » (grâce au meilleur temps ou à la meilleure distance par exemple) (secondary qualifier)